# Coptodon rendalli
Coptodon rendalli ist eine Fischart aus der Familie der Buntbarsche (Cichlidae), die im östlichen und südlichen Afrika sehr weit verbreitet ist.

## Verbreitung
Die Art kommt im Stromgebiet des oberen Kongo, im Stromgebiet des Kasai, im Tanganjikasee, Malawisee, Sambesi und den Küstenregionen von der Sambesimündung bis Natal sowie im Limpopo, Okavango und Kunene vor. In zahlreichen Ländern wurde sie als Speisefisch eingeführt.

## Merkmale
Coptodon rendalli wird maximal 45 cm lang, erreicht ein Maximalgewicht von 2,5 kg und besitzt einen hochrückigen, seitlich abgeflachten Körper. Die Körperhöhe beträgt 42,2 bis 49,4 % der Standardlänge, die Kopflänge 31,1 bis 37,5 % der Standardlänge. Die Kopfoberseite ist konvex, manchmal bei sehr großen Exemplaren wegen des andauernden Wachstums der Maulregion auch konkav. Das Maul ist mit kurzen, breiten und dicken, zweispitzigen Zähnen besetzt. Die untere Pharyngealia ist ebenso breit wie lang. Ihr bezahnter hinterer Bereich ist länger als der vorn liegende Teil. Auf dem unteren Ast des ersten Kiemenbogens befinden sich 7 bis 10 Kiemenreusenstrahlen.
Kopf und Rumpf sind auf der Oberseite dunkel oliv-grün und an den Seiten blasser. Wie bei allen Angehörigen der Gattung Coptodon sind Brust und Bauch meist rötlich gefärbt. Auf den Flanken zeigen sich einige Querbänder. Die oliv-grüne Rückenflosse besitzt einen rötlichen Rand und weiße bis graue Flecken auf ihrem weichstrahligen Abschnitt.
- Flossenformel: Dorsale XIV–XVII/10–13, Anale III/9–10.
- Schuppenformel: SL 28–32, 3–5 Schuppenreihen an den Kopfseiten.
- Wirbel: 29.

## Lebensweise
Coptodon rendalli kommt vor allem an den Flussufern, in Altarmen und Sümpfen vor, er bevorzugt dicht bewachsene Bereiche und ruhiges Wasser mit geringer Strömung. Die Art hat eine hohe Temperaturtoleranz (8–41 °C) und verträgt auch Brackwasser mit einem Salzgehalt von bis zu 1,9 %.
Jungfische ernähren sich von Plankton, ausgewachsene Tiere sind, wie alle Angehörigen der Gattung Coptodon, überwiegend Pflanzenfresser und fressen Algen sowie höhere Pflanzen, daneben auch Insekten und kleine Krebstiere.

## Systematik
Die Art wurde 1897 durch den britischen Ichthyologen George Albert Boulenger als Chromis rendalli beschrieben und später der Gattung Tilapia, Untergattung Coptodon zugeordnet. Die Untergattung Coptodon wurde Anfang 2013 in Rang einer Gattung erhoben.